# Syllepte iridescens
Syllepte iridescens là một loài bướm đêm trong họ Crambidae.